# Escatalens
Escatalens est une commune française située dans le centre du département de Tarn-et-Garonne, en région Occitanie.
Sur le plan historique et culturel, la commune est dans le Pays Montalbanais, correspondant à la partie méridionale du Quercy.
Exposée à un climat océanique altéré, elle est drainée par le canal latéral à la Garonne, la Garonne, le ruisseau de Larone, le ruisseau de Pantagnac, le ruisseau de Rafié, le ruisseau de Verdié, le ruisseau de Sanguinenc et par divers autres petits cours d'eau. La commune possède un patrimoine naturel remarquable : deux sites Natura 2000 (« Garonne, Ariège, Hers, Salat, Pique et Neste » et la « vallée de la Garonne de Muret à Moissac »), un espace protégé (le « cours de la Garonne, de l'Aveyron, du Viaur et du Tarn ») et trois zones naturelles d'intérêt écologique, faunistique et floristique.
Escatalens est une commune rurale qui compte 1 139 habitants en 2022, après avoir connu une forte hausse de la population depuis 1975. Elle fait partie de l'aire d'attraction de Montauban. Ses habitants sont appelés les Escatalinois ou  Escatalinoises.

## Géographie

### Localisation
Commune située en Bas-Montauban sur la route départementale 813 entre Grisolles et Castelsarrasin à proximité de Montech.

### Communes limitrophes
Escatalens est limitrophe de sept autres communes.
Les communes limitrophes sont  Bourret, Cordes-Tolosannes, La Ville-Dieu-du-Temple, Lacourt-Saint-Pierre, Montbeton, Montech et Saint-Porquier.
|                   | Saint-Porquier | La Ville-Dieu-du-Temple, Montbeton, Lacourt-Saint-Pierre |
| Cordes-Tolosannes | Escatalens     |                                                          |
| Bourret           |                | Montech                                                  |

### Géologie et relief
La superficie de la commune est de 1 799 hectares ; son altitude varie de 75  à   181 mètres.

### Hydrographie

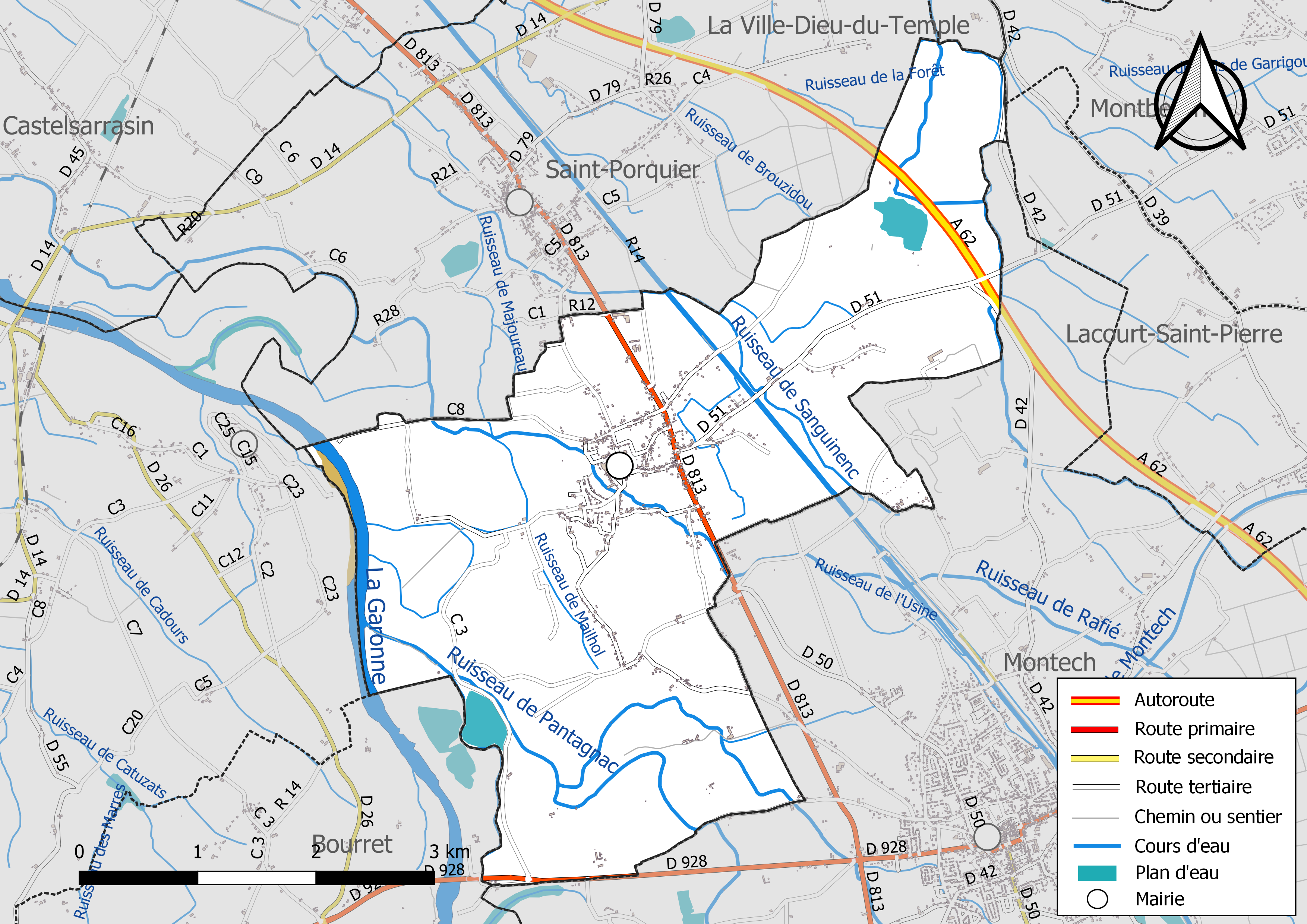
Réseaux hydrographique et routier d'Escatalens.

La commune est dans le bassin versant de la Garonne, au sein du bassin hydrographique Adour-Garonne. Elle est drainée par la Garonne, le ruisseau de Larone, le ruisseau de Pantagnac, le ruisseau de Rafié, le ruisseau de Verdié, le ruisseau de Sanguinenc, le ruisseau de la Forêt, le ruisseau de Mailhol, le ruisseau de Majoureau, le ruisseau du Bois de Garrigou et par divers petits cours d'eau, constituant un réseau hydrographique de 32 km de longueur totale,.
La Garonne est un fleuve principalement français prenant sa source en Espagne et qui coule sur 529 km avant de se jeter dans l’océan Atlantique.
Le ruisseau de Larone, d'une longueur totale de 23,6 km, prend sa source dans la commune de Montech et s'écoule du sud-est vers le nord-ouest. Il traverse la commune et se jette dans le Tarn à Castelsarrasin, après avoir traversé 8 communes.
Le ruisseau de Pantagnac, d'une longueur totale de 12,9 km, prend sa source dans la commune de Finhan et s'écoule du sud-est vers le nord-ouest. Il traverse la commune et se jette dans la Garonne à Cordes-Tolosannes, après avoir traversé 4 communes.
Le ruisseau de Rafié, d'une longueur totale de 15,5 km, prend sa source dans la commune de Montech et s'écoule d'est en ouest. Il traverse la commune et se jette dans la Garonne à Castelsarrasin, après avoir traversé 5 communes.

### Climat
Pour des articles plus généraux, voir Climat de l'Occitanie et Climat de Tarn-et-Garonne.
En 2010, le climat de la commune est de type climat du Bassin du Sud-Ouest, selon une étude du Centre national de la recherche scientifique s'appuyant sur une série de données couvrant la période 1971-2000. En 2020, Météo-France publie une typologie des climats de la France métropolitaine dans laquelle la commune est exposée à un climat océanique altéré et est dans la région climatique Aquitaine, Gascogne, caractérisée par une pluviométrie abondante au printemps, modérée en automne, un faible ensoleillement au printemps, un été chaud (19,5 °C), des vents faibles, des brouillards fréquents en automne et en hiver et des orages fréquents en été (15 à 20 jours).
Pour la période 1971-2000, la température annuelle moyenne est de 13,6 °C, avec une amplitude thermique annuelle de 15,8 °C. Le cumul annuel moyen de précipitations est de 736 mm, avec 9,3 jours de précipitations en janvier et 5,6 jours en juillet. Pour la période 1991-2020, la température moyenne annuelle observée sur la station météorologique de Météo-France la plus proche, « Castelsarrasin », sur la commune de Castelsarrasin à 9 km à vol d'oiseau, est de 13,6 °C et le cumul annuel moyen de précipitations est de 698,6 mm. 
La température maximale relevée sur cette station est de 43,1 °C, atteinte le 24 août 2023 ; la température minimale est de −13,8 °C, atteinte le 9 février 2012,,.
Les paramètres climatiques de la commune ont été estimés pour le milieu du siècle (2041-2070) selon différents scénarios d'émission de gaz à effet de serre à partir des nouvelles projections climatiques de référence DRIAS-2020. Ils sont consultables sur un site dédié publié par Météo-France en novembre 2022.

### Milieux naturels et biodiversité

#### Espaces protégés
La protection réglementaire est le mode d’intervention le plus fort pour préserver des espaces naturels remarquables et leur biodiversité associée,.
Un  espace protégé est présent sur la commune : 
le « cours de la Garonne, de l'Aveyron, du Viaur et du Tarn », objet d'un arrêté de protection de biotope, d'une superficie de 1 262,3 ha.

#### Réseau Natura 2000

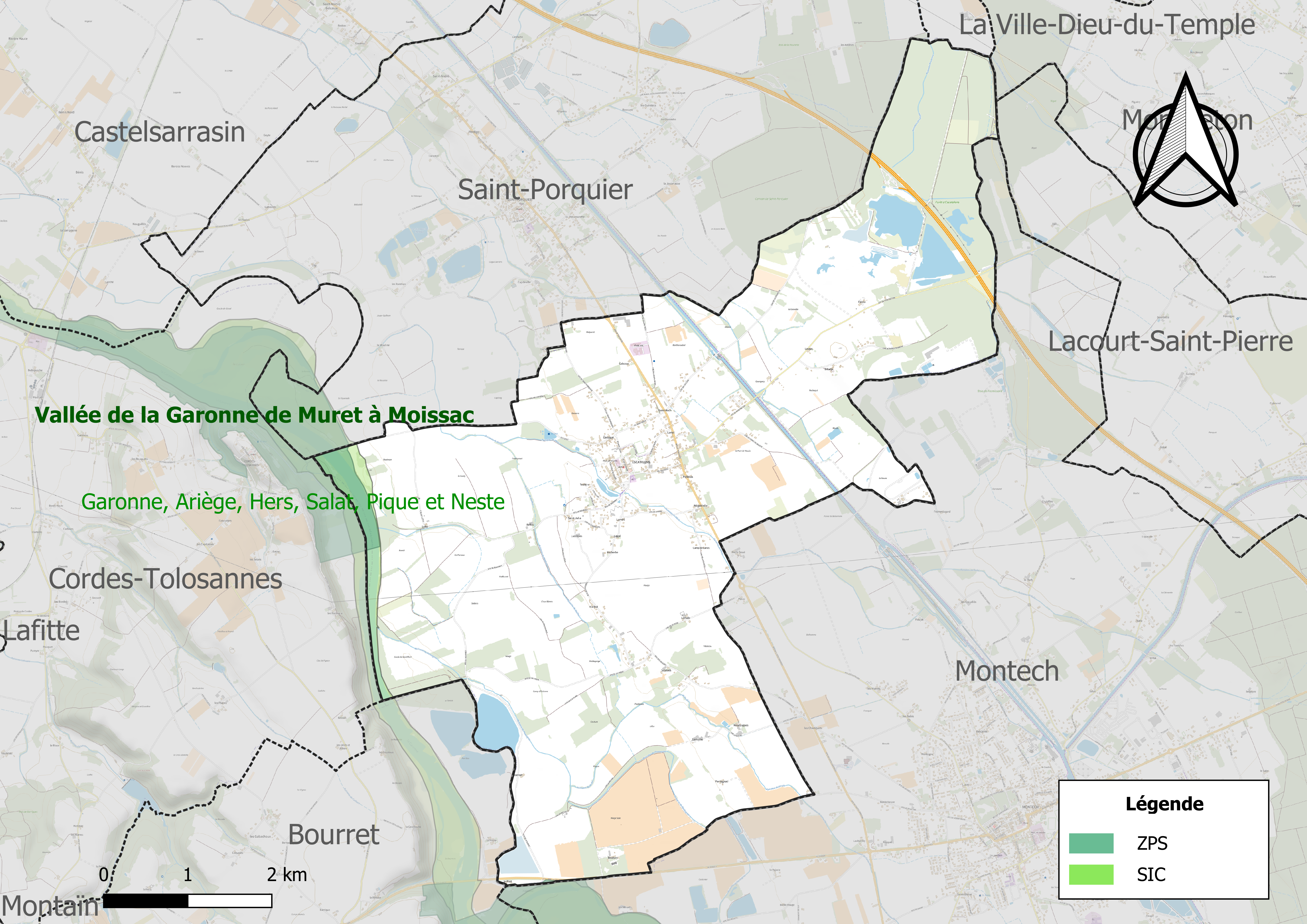
Site Natura 2000 sur le territoire communal.

Le réseau Natura 2000 est un réseau écologique européen de sites naturels d'intérêt écologique élaboré à partir des directives habitats et oiseaux, constitué de zones spéciales de conservation (ZSC) et de zones de protection spéciale (ZPS).
Un site Natura 2000 a été défini sur la commune au titre de la directive habitats :
- « Garonne, Ariège, Hers, Salat, Pique et Neste », d'une superficie de 9 581 ha, un réseau hydrographique pour les poissons migrateurs, avec des zones de frayères actives et potentielles importantes pour le Saumon en particulier qui fait l'objet d'alevinages réguliers et dont des adultes atteignent déjà Foix sur l'Ariège[21]

et un au titre de la directive oiseaux : 
- la « vallée de la Garonne de Muret à Moissac », d'une superficie de 4 493 ha, hébergeant une avifaune bien représentée en diversité, mais en effectifs limités (en particulier, baisse des populations de plusieurs espèces de hérons). Sept espèces de hérons y nichent, dont le héron pourpré, ainsi que le Milan noir (avec des effectifs importants), l'Aigle botté, le Petit gravelot, la Mouette mélanocéphale, la Sterne pierregarin et le Martin-pêcheur[22].

#### Zones naturelles d'intérêt écologique, faunistique et floristique
L’inventaire des zones naturelles d'intérêt écologique, faunistique et floristique (ZNIEFF) a pour objectif de réaliser une couverture des zones les plus intéressantes sur le plan écologique, essentiellement dans la perspective d’améliorer la connaissance du patrimoine naturel national et de fournir aux différents décideurs un outil d’aide à la prise en compte de l’environnement dans l’aménagement du territoire.

Deux ZNIEFF de type 1 sont recensées sur la commune :
la « forêt d'Agre et d'Escatalens, bois de la Moutette, de la Barraque et de Fromissard » (671 ha), couvrant 6 communes du département, et 
« la Garonne de Montréjeau jusqu'à Lamagistère » (5 075 ha), couvrant 92 communes dont 63 dans la Haute-Garonne, trois dans le Lot-et-Garonne et 26 dans le Tarn-et-Garonne
et une ZNIEFF de type 2, : 
« la Garonne et milieux riverains, en aval de Montréjeau » (6 874 ha), couvrant 93 communes dont 64 dans la Haute-Garonne, trois dans le Lot-et-Garonne et 26 dans le Tarn-et-Garonne.

Carte des ZNIEFF de type 1 et 2 à Escatalens.
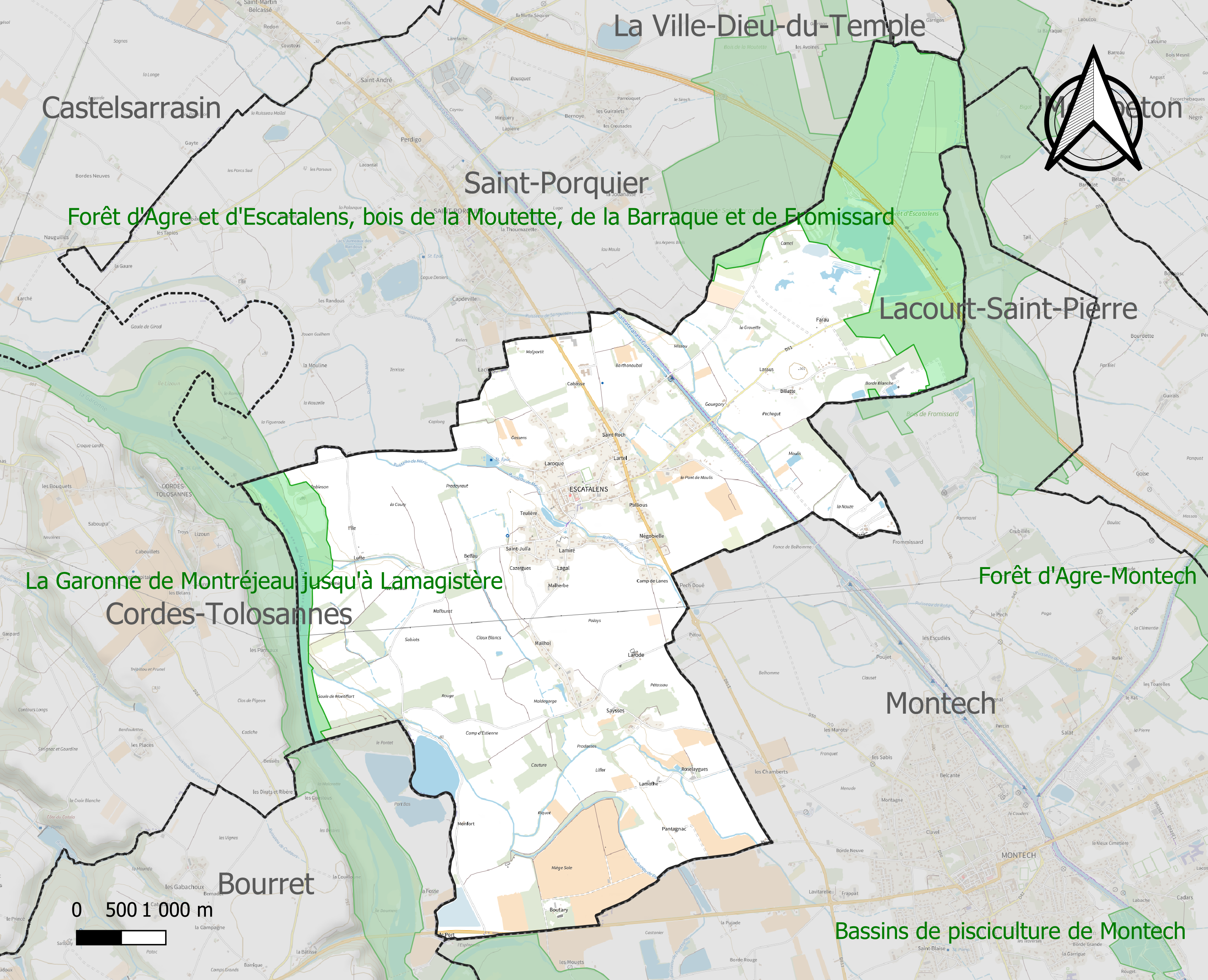
Carte des ZNIEFF de type 1 sur la commune.
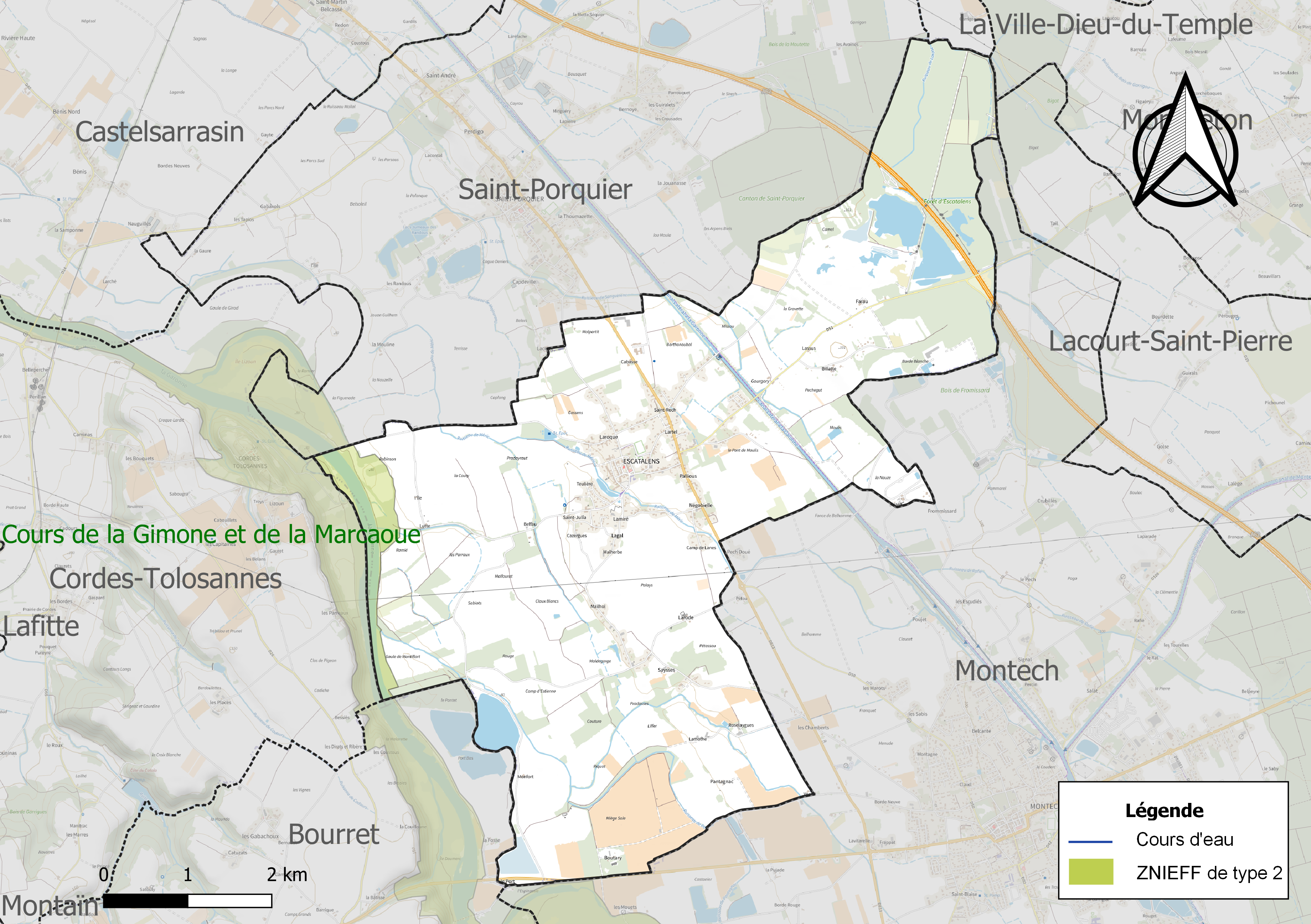
Carte de la ZNIEFF de type 2 sur la commune.

## Urbanisme

### Typologie
Au 1er janvier 2024, Escatalens est catégorisée commune rurale à habitat dispersé, selon la nouvelle grille communale de densité à sept niveaux définie par l'Insee en 2022.
Elle est située hors unité urbaine. Par ailleurs la commune fait partie de l'aire d'attraction de Montauban, dont elle est une commune de la couronne,. Cette aire, qui regroupe 50 communes, est catégorisée dans les aires de 50 000 à moins de 200 000 habitants,.

### Occupation des sols
L'occupation des sols de la commune, telle qu'elle ressort de la base de données européenne d’occupation biophysique des sols Corine Land Cover (CLC), est marquée par l'importance des territoires agricoles (77,1 % en 2018), en diminution par rapport à 1990 (82,1 %). La répartition détaillée en 2018 est la suivante : 
terres arables (50 %), zones agricoles hétérogènes (22,8 %), forêts (10,4 %), zones urbanisées (4,7 %), mines, décharges et chantiers (4,5 %), cultures permanentes (4,2 %), eaux continentales (3,3 %), prairies (0,2 %). L'évolution de l’occupation des sols de la commune et de ses infrastructures peut être observée sur les différentes représentations cartographiques du territoire : la carte de Cassini (XVIIIe siècle), la carte d'état-major (1820-1866) et les cartes ou photos aériennes de l'IGN pour la période actuelle (1950 à aujourd'hui).

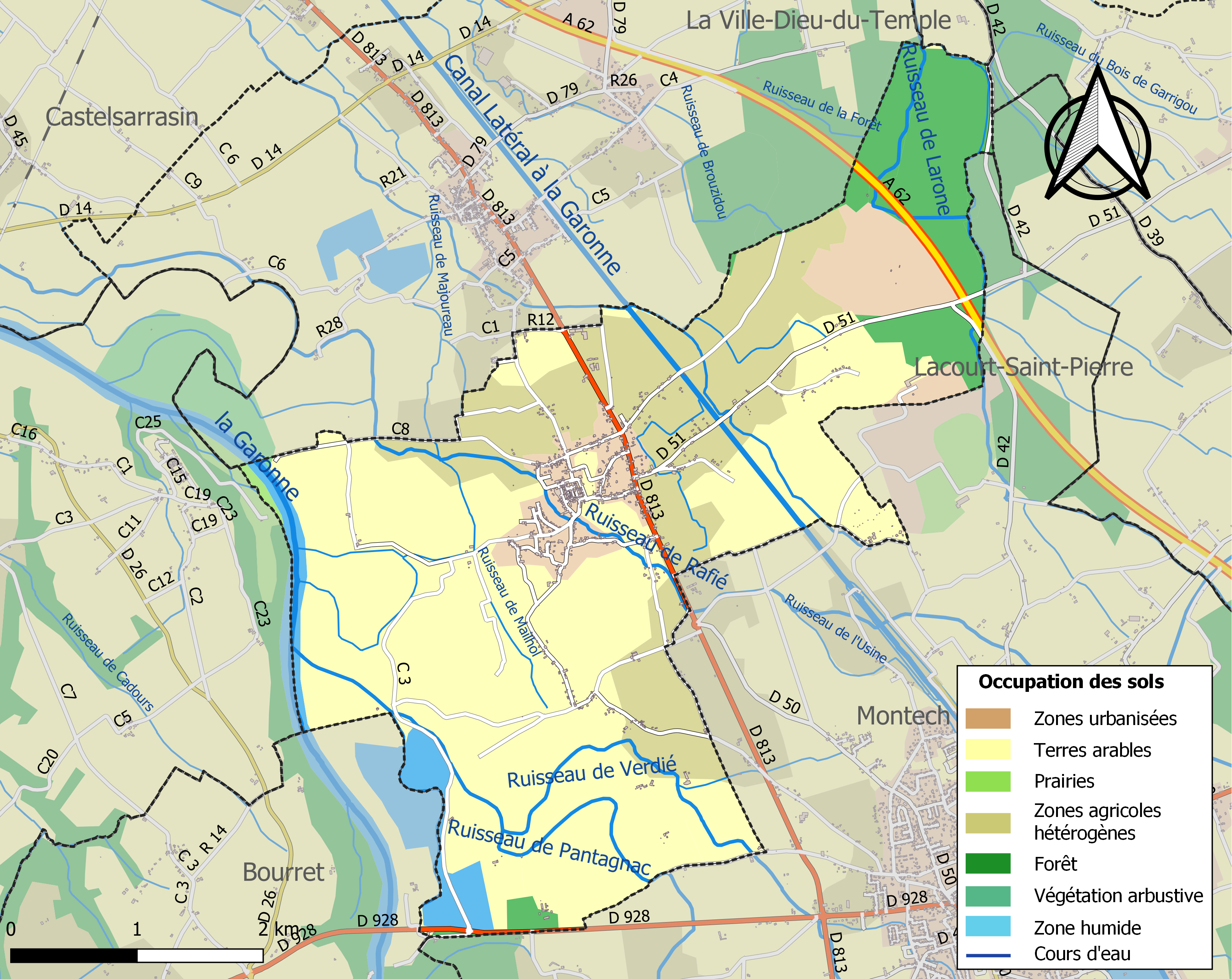
Carte des infrastructures et de l'occupation des sols de la commune en 2018 (CLC).

### Voies de communication et transports
Accès par la SNCF en gare de Montbartier, par l'autoroute A62 et les ancienne route nationale 113 et route nationale 123.

### Risques majeurs
Le territoire de la commune d'Escatalens est vulnérable à différents aléas naturels : météorologiques (tempête, orage, neige, grand froid, canicule ou sécheresse), inondations, mouvements de terrains et séisme (sismicité très faible). Il est également exposé à un risque technologique, le transport de matières dangereuses. Un site publié par le BRGM permet d'évaluer simplement et rapidement les risques d'un bien localisé soit par son adresse soit par le numéro de sa parcelle.

#### Risques naturels
Certaines parties du territoire communal sont susceptibles d’être affectées par le risque d’inondation par débordement de cours d'eau, notamment la Garonne, le canal latéral à la Garonne, le ruisseau de Pantagnac, le ruisseau de Verdié, le ruisseau de Rafié et le ruisseau de Larone. La cartographie des zones inondables en ex-Midi-Pyrénées réalisée dans le cadre du XIe Contrat de plan État-région, visant à informer les citoyens et les décideurs sur le risque d’inondation, est accessible sur le site de la DREAL Occitanie. La commune a été reconnue en état de catastrophe naturelle au titre des dommages causés par les inondations et coulées de boue survenues en 1982, 1996, 1999, 2000, 2006 et 2022,.
Escatalens est exposée au risque de feu de forêt. Le département de Tarn-et-Garonne présentant toutefois globalement un niveau d’aléa moyen à faible très localisé, aucun Plan départemental de protection des forêts contre les risques d’incendie de forêt (PFCIF) n'a été élaboré. Le débroussaillement aux abords des maisons constitue l’une des meilleures protections pour les particuliers contre le feu,.

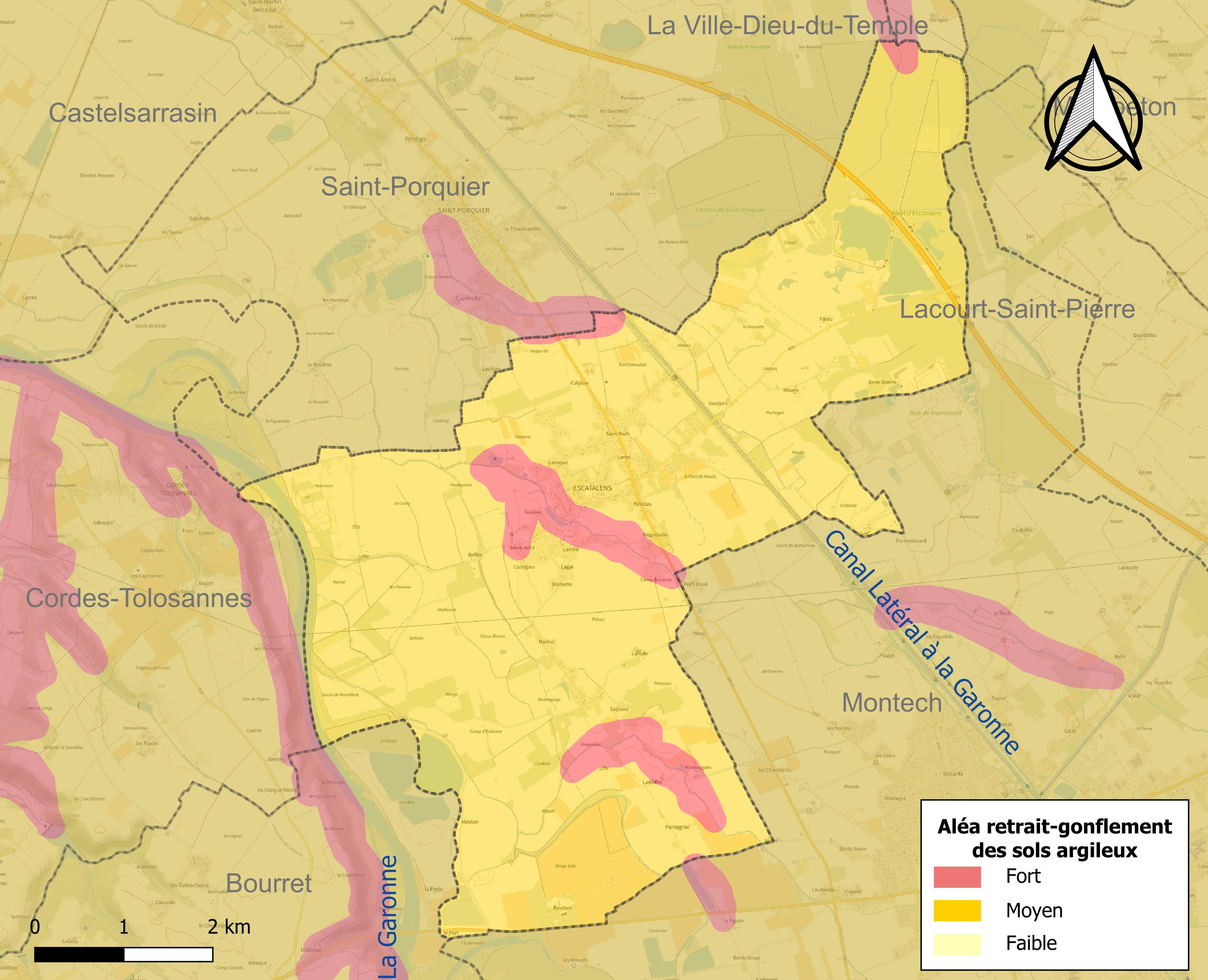
Carte des zones d'aléa retrait-gonflement des sols argileux d'Escatalens.

Les mouvements de terrains susceptibles de se produire sur la commune sont des tassements différentiels.
Le retrait-gonflement des sols argileux est susceptible d'engendrer des dommages importants aux bâtiments en cas d’alternance de périodes de sécheresse et de pluie. La totalité de la commune est en aléa moyen ou fort (92 % au niveau départemental et 48,5 % au niveau national). Sur les 419 bâtiments dénombrés sur la commune en 2019, 419 sont en aléa moyen ou fort, soit 100 %, à comparer aux 96 % au niveau départemental et 54 % au niveau national. Une cartographie de l'exposition du territoire national au retrait gonflement des sols argileux est disponible sur le site du BRGM,.
Par ailleurs, afin de mieux appréhender le risque d’affaissement de terrain, l'inventaire national des cavités souterraines permet de localiser celles situées sur la commune.
Concernant les mouvements de terrains, la commune a été reconnue en état de catastrophe naturelle au titre des dommages causés par la sécheresse en 1989, 1992, 1998, 2002, 2003, 2011 et 2012 et par des mouvements de terrain en 1999.

#### Risques technologiques
Le risque de transport de matières dangereuses sur la commune est lié à sa traversée par des infrastructures routières ou ferroviaires importantes ou la présence d'une canalisation de transport d'hydrocarbures. Un accident se produisant sur de telles infrastructures est susceptible d’avoir des effets graves sur les biens, les personnes ou l'environnement, selon la nature du matériau transporté. Des dispositions d’urbanisme peuvent être préconisées en conséquence.

## Toponymie
Le nom de la localité est mentionné sous la forme El feus des Catalencs en 1179,.
Albert Dauzat et Charles Rostaing, reprenant une proposition d’Emil Gamillscheg émettent l'hypothèse d’un nom de personne germanique pris absolument, plus spécifiquement gotique, Skathaling, surnom signifiant « personne nuisible » cf. allemand Schädling. Certes, les noms gothiques ou plus généralement germaniques, employés seuls, sont nombreux dans la toponymie occitane, mais ces auteurs ne citent aucune forme ancienne sur laquelle s'appuyer comme dans toute étude étymologique. La forme des Catalencs relevée en 1179 est incompatible avec cette explication.
Ernest Nègre opte aussi pour un anthroponyme germanique pris absolument, mais de nature différente, à savoir : Gadelingus rapporté par Marie-Thérèse Morlet,. Cela veut dire que Les Catalencs, s'est vu précéder de en dans une locution signifiant « chez les Catalencs », or la contraction régulière de en + les a donné la particule es (écrite ès de manière moderne) et signifiant « chez » que l'on rencontre fréquemment dans la toponymie, d'où es Catalencs « chez les Catelencs » devenu Escatalens par agglutination.

## Histoire
- Traces d'habitat gallo-romain au lieu-dit la Ronde.
- Dépendante de l'abbaye de Moissac au Moyen Âge[42].

En accord avec l'abbé de Moissac, leur seigneur, les habitants d'Escatalens résolurent, en 1360, de construire un fort au milieu de la bastide ou auprès du château abbatial et ils s'engagèrent à fournir dix hommes la nuit et quatre le jour pour la garde du château.

## Politique et administration

### Administration municipale
Le nombre d'habitants au recensement de 2011 étant compris entre 500 et 1 499 habitants, le nombre de membres du conseil municipal pour l'élection de 2014 est de quinze,.

### Rattachements administratifs et électoraux
La commune fait partie de la deuxième circonscription de Tarn-et-Garonne du Grand Montauban et du canton de Beaumont-de-Lomagne (avant le redécoupage départemental de 2014, Escatalens faisait partie du canton de Montech) et avant le 1er janvier 2017 elle faisait partie de la communauté de communes Garonne et Canal puis de la communauté de communes Grand Sud Tarn-et-Garonne jusqu'au 1er janvier 2019.

### Liste des maires
| Période                                  | Période  | Identité        | Étiquette | Qualité |
| ---------------------------------------- | -------- | --------------- | --------- | ------- |
| 2001                                     | En cours | Michel Cornille | DVD       |         |
| Les données manquantes sont à compléter. |          |                 |           |         |

## Population et société

### Démographie
L'évolution du nombre d'habitants est connue à travers les recensements de la population effectués dans la commune depuis 1793. Pour les communes de moins de 10 000 habitants, une enquête de recensement portant sur toute la population est réalisée tous les cinq ans, les populations de référence des années intermédiaires étant quant à elles estimées par interpolation ou extrapolation. Pour la commune, le premier recensement exhaustif entrant dans le cadre du nouveau dispositif a été réalisé en 2008.

En 2022, la commune comptait 1 139 habitants, en évolution de +4,78 % par rapport à 2016 (Tarn-et-Garonne : +3,12 %, France hors Mayotte : +2,11 %).
| 1793  | 1800  | 1806  | 1821  | 1831  | 1836  | 1841  | 1846  | 1851  |
| ----- | ----- | ----- | ----- | ----- | ----- | ----- | ----- | ----- |
| 1 200 | 1 081 | 1 019 | 1 107 | 1 213 | 1 178 | 1 225 | 1 229 | 1 200 |

| 1856  | 1861  | 1866  | 1872  | 1876  | 1881  | 1886  | 1891  | 1896  |
| ----- | ----- | ----- | ----- | ----- | ----- | ----- | ----- | ----- |
| 1 155 | 1 171 | 1 163 | 1 116 | 1 090 | 1 083 | 1 027 | 1 043 | 1 026 |

| 1901 | 1906 | 1911 | 1921 | 1926 | 1931 | 1936 | 1946 | 1954 |
| ---- | ---- | ---- | ---- | ---- | ---- | ---- | ---- | ---- |
| 993  | 971  | 901  | 806  | 775  | 741  | 768  | 734  | 768  |

| 1962 | 1968 | 1975 | 1982 | 1990 | 1999 | 2006 | 2008 | 2013  |
| ---- | ---- | ---- | ---- | ---- | ---- | ---- | ---- | ----- |
| 767  | 766  | 592  | 623  | 691  | 689  | 935  | 997  | 1 056 |

| 2018  | 2022  | - | - | - | - | - | - | - |
| ----- | ----- | - | - | - | - | - | - | - |
| 1 107 | 1 139 | - | - | - | - | - | - | - |

| selon la population municipale des années : | 1968 | 1975 | 1982 | 1990 | 1999 | 2006 | 2009 | 2013 |
| Rang de la commune dans le département      | 39   | 88   | 59   | 61   | 66   | 56   | 52   | 56   |
| Nombre de communes du département           | 195  | 195  | 195  | 195  | 195  | 195  | 195  | 195  |

## Économie

### Revenus
En 2018, la commune compte 379 ménages fiscaux, regroupant 1 034 personnes. La médiane du revenu disponible par unité de consommation est de 20 450 € (20 140 € dans le département).

### Emploi
|                | 2008  | 2013   | 2018   |
| -------------- | ----- | ------ | ------ |
| Commune        | 7,3 % | 8,9 %  | 9,8 %  |
| Département    | 8,4 % | 10,2 % | 10,3 % |
| France entière | 8,3 % | 10 %   | 10 %   |

En 2018, la population âgée de 15 à 64 ans s'élève à 665 personnes, parmi lesquelles on compte 79,8 % d'actifs (70,1 % ayant un emploi et 9,8 % de chômeurs) et 20,2 % d'inactifs,. Depuis 2008, le taux de chômage communal (au sens du recensement) des 15-64 ans est inférieur à celui de la France et du département.
La commune fait partie de la couronne de l'aire d'attraction de Montauban, du fait qu'au moins 15 % des actifs travaillent dans le pôle,. Elle compte 179 emplois en 2018, contre 184 en 2013 et 177 en 2008. Le nombre d'actifs ayant un emploi résidant dans la commune est de 472, soit un indicateur de concentration d'emploi de 37,9 % et un taux d'activité parmi les 15 ans ou plus de 61,4 %.
Sur ces 472 actifs de 15 ans ou plus ayant un emploi, 60 travaillent dans la commune, soit 13 % des habitants. Pour se rendre au travail, 94,1 % des habitants utilisent un véhicule personnel ou de fonction à quatre roues, 1,3 % les transports en commun, 3,1 % s'y rendent en deux-roues, à vélo ou à pied et 1,5 % n'ont pas besoin de transport (travail au domicile).

### Activités hors agriculture

#### Secteurs d'activités
55 établissements sont implantés  à Escatalens au 31 décembre 2019. Le tableau ci-dessous en détaille le nombre par secteur d'activité et compare les ratios avec ceux du département,.
| Secteur d'activité                                                                                        | Commune | Commune | Département |
| Secteur d'activité                                                                                        | Nombre  | %       | %           |
| --- | ------- | ------- | ----------- |
| Ensemble                                                                                                  | 55      |         |             |
| Industrie manufacturière, industries extractives et autres                                                | 4       | 7,3 %   | (9,6 %)     |
| Construction                                                                                              | 12      | 21,8 %  | (14,9 %)    |
| Commerce de gros et de détail, transports, hébergement et restauration                                    | 18      | 32,7 %  | (29,7 %)    |
| Activités immobilières                                                                                    | 1       | 1,8 %   | (3,3 %)     |
| Activités spécialisées, scientifiques et techniques et activités de services administratifs et de soutien | 6       | 10,9 %  | (14,1 %)    |
| Administration publique, enseignement, santé humaine et action sociale                                    | 6       | 10,9 %  | (13,6 %)    |
| Autres activités de services                                                                              | 8       | 14,5 %  | (9,3 %)     |

Le secteur du commerce de gros et de détail, des transports, de l'hébergement et de la restauration est prépondérant sur la commune puisqu'il représente 32,7 % du nombre total d'établissements de la commune (18 sur les 55 entreprises implantées  à Escatalens), contre 29,7 % au niveau départemental.

#### Entreprises et commerces
Les cinq entreprises ayant leur siège social sur le territoire communal qui génèrent le plus de chiffre d'affaires en 2020 sont : 
- Levasseur Lubrifiants, commerce de gros (commerce interentreprises) de combustibles et de produits annexes (346 k€)
- SAS Cravero, activités de soutien aux cultures (100 k€)
- EURL Senie, travaux d'installation électrique dans tous locaux (61 k€)
- SARL GMS - Garonne Maconnerie Services, travaux de maçonnerie générale et gros œuvre de bâtiment (57 k€)
- SARL Sellani, entretien et réparation de véhicules automobiles légers (40 k€)

Viticulture : Lavilledieu (IGP).

### Agriculture
La commune est dans les « Vallées et Terrasses », une petite région agricole occupant le centre et une bande d'est en ouest  du département de Tarn-et-Garonne. En 2020, l'orientation technico-économique de l'agriculture  sur la commune est la polyculture et/ou le polyélevage.
|               | 1988  | 2000 | 2010 | 2020 |
| ------------- | ----- | ---- | ---- | ---- |
| Exploitations | 58    | 34   | 23   | 15   |
| SAU (ha)      | 1 425 | 862  | 821  | 668  |

Le nombre d'exploitations agricoles en activité et ayant leur siège dans la commune est passé de 58 lors du recensement agricole de 1988  à 34 en 2000 puis à 23 en 2010 et enfin à 15 en 2020, soit une baisse de 74 % en 32 ans. Le même mouvement est observé à l'échelle du département qui a perdu pendant cette période 57 % de ses exploitations,. La surface agricole utilisée sur la commune a également diminué, passant de 1 425 ha en 1988 à 668 ha en 2020. Parallèlement la surface agricole utilisée moyenne par exploitation a augmenté, passant de 25 à 45 ha.

### Enseignement
Escatalens fait partie de l'académie de Toulouse.
La commune possède une école élémentaire Antoine de Saint-Exupéry, ainsi qu'une maison familiale rurale Sud Agromat.

### Culture et festivités

#### Film tourné à Escatalens
- 2009 : Le Café du pont de Manuel Poirier.

### Activités sportives
Chasse, pétanque, pêche,

## Culture locale et patrimoine

### Lieux et monuments
- Église Sainte-Marie-Madeleine d'Escatalens datant du XVIIe/XIXe, dotée de statues baroques en bois[59]
- Château de Boutary
- Le canal latéral à la Garonne et ses écluses

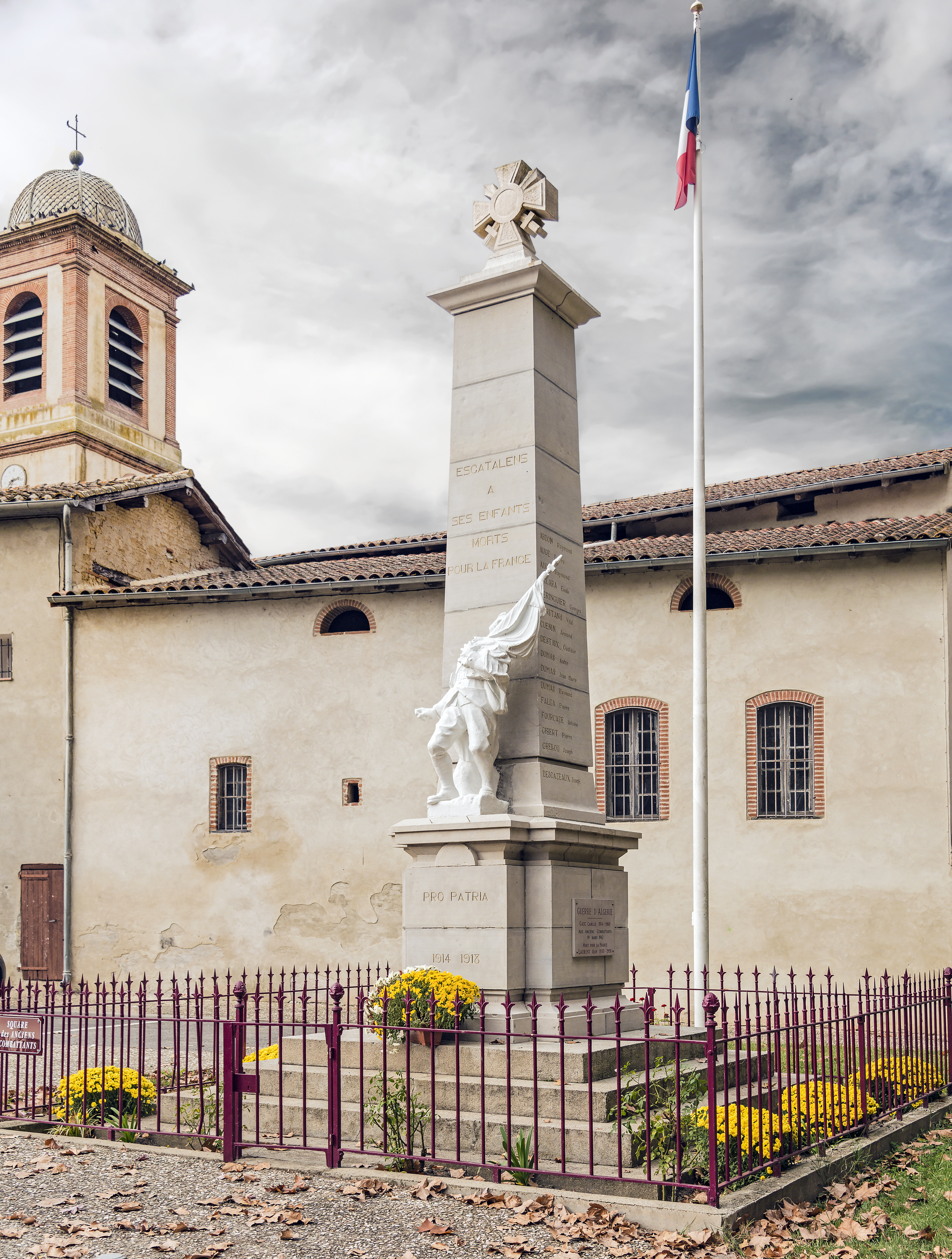
Le monument aux morts
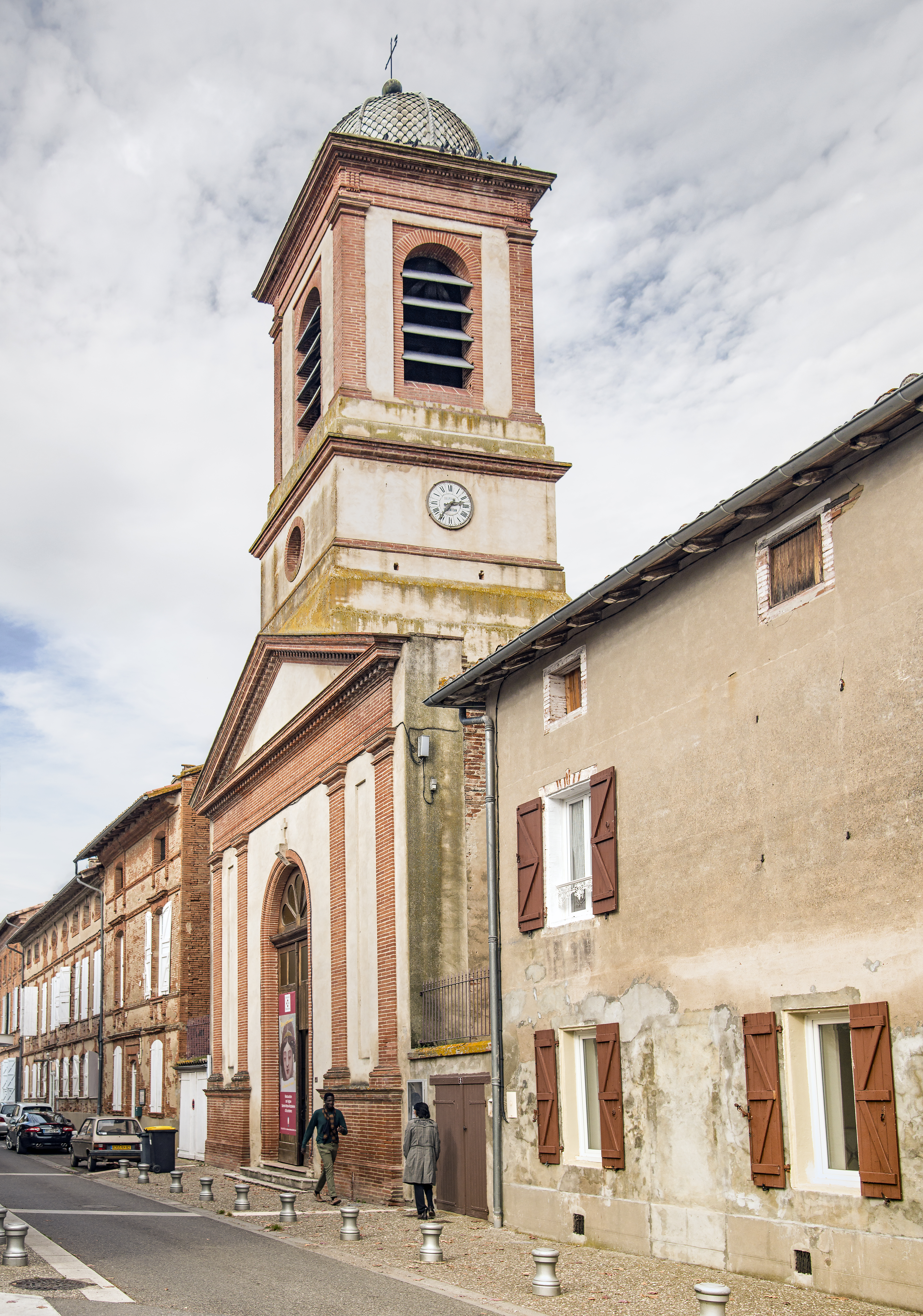
L'église paroissiale Sainte-Marie-Madeleine.
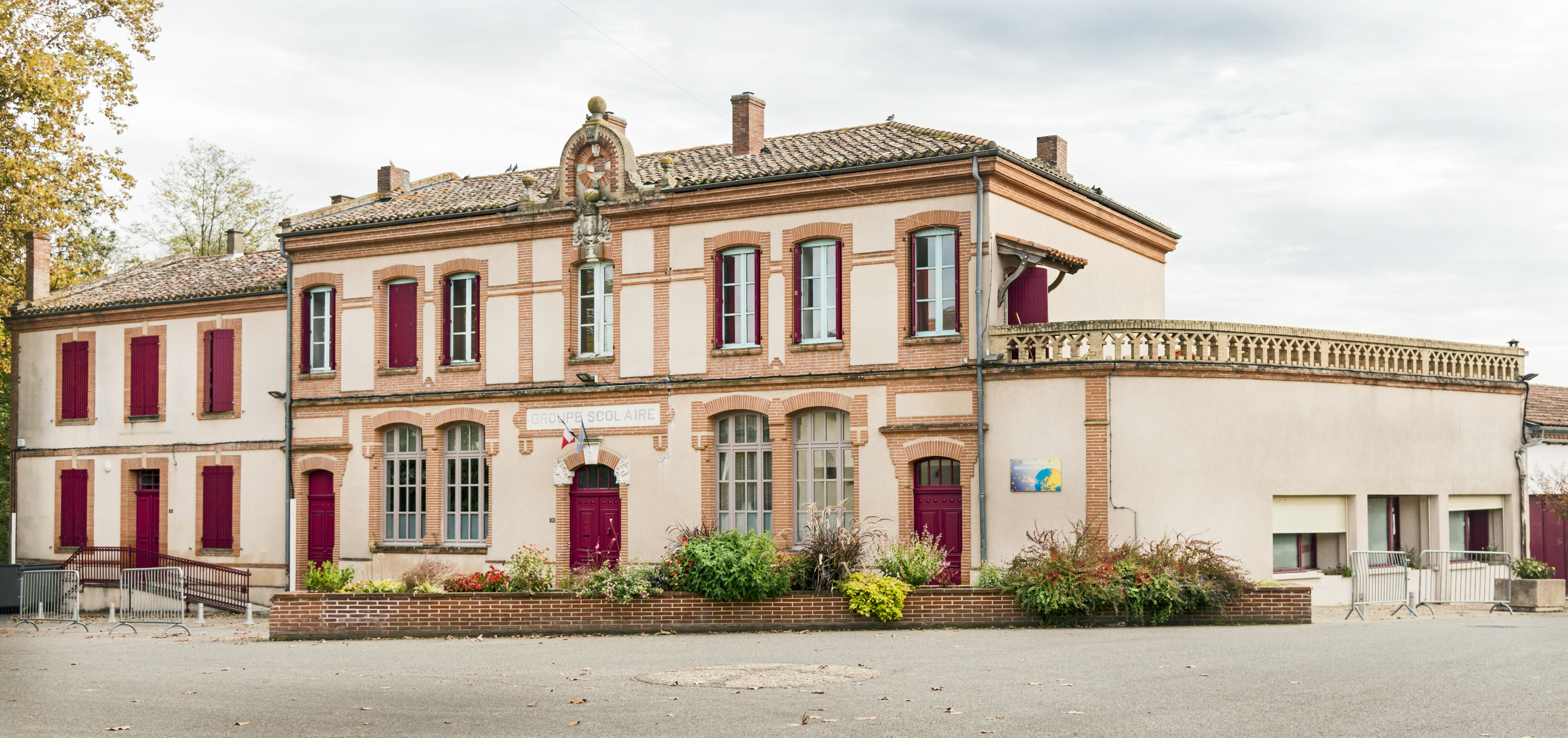
École publique « Antoine de Saint-Exupéry »

### Personnalités liées à la commune
- François Domingon-Bronsac

### Héraldique
| Blason de Escatalens | Blason  | D'argent au chevron de gueules, au chef du même. |
| Blason de Escatalens | Détails | Le statut officiel du blason reste à déterminer. |